# La mort i la primavera
La mort i la primavera és una novel·la inacabada de Mercè Rodoreda, publicada el 1986 pòstumament. La trama és atemporal. La novel·la reflecteix l'angoixa i la mort. Aquesta és la més tràgica de totes les novel·les escrites per Rodoreda. El protagonista és un adolescent que viu en una societat cruel, per això la mort es transforma en una deslliurança. L'espai sagrat de la novel·la és el bosc dels morts, on són enterrats. Abans de suïcidar-se el protagonista hi fa una creu, amb claus, que simbolitza Crist, perquè no aconsegueix establir cap mena de contacte amb la vida. En una solitud desolada seguirà el ritu del poble i s'encaminarà cap al suïcidi ritual: la mort arbrada. Les papallones representaran les ànimes i les abelles seran símbol de la mort i de la rexaixença. El foc és un símbol de llum i de veritat.
La mort i la primavera és una ficció simbòlica, profundament desolada i poètica, que pot ser llegida com una mena de testament personal i literari de Mercè Rodoreda.
| «                                                  | La mort i la primavera és molt bo. Terriblement poètic i terriblement negre. Amb el meu estil d'ara: primera persona i procurant dir les coses de la manera més pura i més inesperada. | » |
| — Mercè Rodoreda a Joan Sales el 1961, Club Editor | |   |

L'edició pòstuma que en va fer Núria Folch al Club Editor ha esdevingut de referència: s'ha traduït a l'alemany (Suhrkamp), al francès (Gallimard), a l'italià (Sellerio i Nuova Frontiera) i a l'anglès (Open Letter, Estats Units). Aquesta versió ha estat reeditada el 2017, també per Club Editor, a cura d'Arnau Pons.
El 2008 Albert Roig escriu una versió dramàtica de la novel·la: "La mort i la primavera" de Mercè Rodoreda: Versió dramàtica, editada per Lleonard Muntaner.